# Short track ai XXII Giochi olimpici invernali - 1500 m femminile
La gara dei 1500 metri femminili di short track dei XXII Giochi olimpici invernali di Soči si è svolta il 15 febbraio 2014.
La medaglia d'oro è stata vinta dalla cinese Zhou Yang, che ha preceduto sul traguardo la sudcoreana Shim Suk-Hee e l'italiana Arianna Fontana.
Zhou Yang ha confermato così il titolo olimpico vinto a Vancouver 2010, dove aveva preceduto le sudcoreane Lee Eun-byeol (medaglia d'argento) e Park Seung-Hi (medaglia di bronzo).

## Risultati

### Batterie
Sono state disputate sei batterie, ognuna delle quali con sei corridori; i primi tre classificati si sono qualificati per le semifinali.

#### Batteria 1
| pos. | Nome              | Nazione       | Tempo    |
| ---- | ----------------- | ------------- | -------- |
| 1    | Shim Suk-Hee      | Corea del Sud | 2'24"765 |
| 2    | Marie-Ève Drolet  | Canada        | 2'24"859 |
| 3    | Anna Seidel       | Germania      | 2'25"700 |
| 4    | Martina Valcepina | Italia        | 2'27"212 |
| 5*   | Véronique Pierron | Francia       | 2'55"658 |
|      | Valerija Reznik   | Russia        | DSQ      |

*Qualificata per essere stata ostacolata durante la gara.

#### Batteria 2
| pos. | Nome            | Nazione       | Tempo    |
| ---- | --------------- | ------------- | -------- |
| 1    | Arianna Fontana | Italia        | 2'29"645 |
| 2    | Ol'ga Beljakova | Russia        | 2'29"880 |
| 3    | Ayuko Itō       | Giappone      | 2'30"354 |
| 4    | Ïnna Sïmonova   | Kazakistan    | 2'30"499 |
| 5    | Tatiana Bodová  | Slovacchia    | 2'31"788 |
| 6    | Elise Christie  | Gran Bretagna | DNF      |

#### Batteria 3
| pos. | Nome                | Nazione       | Tempo    |
| ---- | ------------------- | ------------- | -------- |
| 1    | Cho Ha-Ri           | Corea del Sud | 2'27"629 |
| 2    | Valérie Maltais     | Canada        | 2'27"721 |
| 3    | Li Jianrou          | Cina          | 2'27"758 |
| 4    | Alyson Dudek        | Stati Uniti   | 2'27"899 |
| 5    | Charlotte Gilmartin | Gran Bretagna | 2'27"935 |
| 6    | Biba Sakurai        | Giappone      | 2'28"127 |

#### Batteria 4
| pos. | Nome             | Nazione     | Tempo    |
| ---- | ---------------- | ----------- | -------- |
| 1    | Jorien ter Mors  | Paesi Bassi | 2'21"626 |
| 2    | Bernadett Heidum | Ungheria    | 2'21"826 |
| 3    | Agnė Sereikaitė  | Lituania    | 2'21"900 |
| 4    | Lucia Peretti    | Italia      | 2'22"953 |
| 5    | Deanna Lockett   | Australia   | 2'25"140 |
| 6    | Vol'ha Talaeva   | Bielorussia | 2'27"817 |

#### Batteria 5
| pos. | Nome               | Nazione     | Tempo    |
| ---- | ------------------ | ----------- | -------- |
| 1    | Zhou Yang          | Cina        | 2'26"543 |
| 2    | Jessica Smith      | Stati Uniti | 2'26"703 |
| 3    | Yara van Kerkhof   | Paesi Bassi | 2'26"809 |
| 4    | Marianne St-Gelais | Canada      | 2'27"071 |
| 5    | Yui Sakai          | Giappone    | 2'27"198 |
| 6    | Kateřina Novotná   | Rep. Ceca   | 2'27"232 |

#### Batteria 6
| pos. | Nome                | Nazione       | Tempo    |
| ---- | ------------------- | ------------- | -------- |
| 1    | Emily Scott         | Stati Uniti   | 2'22"641 |
| 2    | Kim A-Lang          | Corea del Sud | 2'22"864 |
| 3    | Veronika Windisch   | Austria       | 2'23"042 |
| 4    | Liu Qiuhong         | Cina          | 2'24"640 |
| 5    | Zsófia Kónya        | Ungheria      | 2'55"523 |
| 6    | Tat'jana Borodulina | Russia        | DNF      |

### Semifinali
Sono state svolte tre semifinali; i primi due di ogni gara sono stati ammessi alla finale A, mentre il terzo e il quarto alla finale B, valida per i piazzamenti.

#### Semifinale 1
| Pos. | Nome             | Nazione       | Tempo    |
| ---- | ---------------- | ------------- | -------- |
| 1    | Zhou Yang        | Cina          | 2'18"825 |
| 2    | Shim Suk-Hee     | Corea del Sud | 2'18"966 |
| 3    | Marie-Ève Drolet | Canada        | 2'19"516 |
| 4    | Jessica Smith    | Stati Uniti   | 2'20"259 |
| 5    | Yara van Kerkhof | Paesi Bassi   | 2'20"291 |
| 6    | Anna Seidel      | Germania      | 2'20"405 |

#### Semifinale 2
| Pos. | Nome              | Nazione     | Tempo    |
| ---- | ----------------- | ----------- | -------- |
| 1    | Arianna Fontana   | Italia      | 2'19"336 |
| 2    | Jorien ter Mors   | Paesi Bassi | 2'19"382 |
| 3    | Bernadett Heidum  | Ungheria    | 2'20"196 |
| 4    | Véronique Pierron | Francia     | 2'20"216 |
| 5    | Ol'ga Beljakova   | Russia      | 2'20"391 |
| 6    | Agnė Sereikaitė   | Lituania    | 2'20"398 |
| 7    | Ayuko Itō         | Giappone    | 2'56"961 |

#### Semifinale 3
| Pos. | Nome              | Nazione       | Tempo    |
| ---- | ----------------- | ------------- | -------- |
| 1    | Li Jianrou        | Cina          | 2'22"866 |
| 2    | Kim A-Lang        | Corea del Sud | 2'22"928 |
| 3    | Valérie Maltais   | Canada        | 2'23"069 |
| 4    | Veronika Windisch | Austria       | 2'23"241 |
| 5*   | Emily Scott       | Stati Uniti   | 2'23"439 |
|      | Cho Ha-Ri         | Corea del Sud | DSQ      |

*Ammessa alla finale A perché ostacolata durante la gara.

### Finali

#### Finale A
| Pos.    | Nome            | Nazione       | Tempo    |
| ------- | --------------- | ------------- | -------- |
| Oro     | Zhou Yang       | Cina          | 2'19"140 |
| Argento | Shim Suk-Hee    | Corea del Sud | 2'19"239 |
| Bronzo  | Arianna Fontana | Italia        | 2'19"416 |
| 4       | Jorien ter Mors | Paesi Bassi   | 2'19"656 |
| 5       | Emily Scott     | Stati Uniti   | 2'39"436 |
|         | Li Jianrou      | Cina          | DNF      |
|         | Kim A-Lang      | Corea del Sud | DSQ      |

#### Finale B
| Pos. | Nome              | Nazione     | Tempo    |
| ---- | ----------------- | ----------- | -------- |
| 6    | Valérie Maltais   | Canada      | 2'24"711 |
| 7    | Jessica Smith     | Stati Uniti | 2'25"787 |
| 8    | Marie-Ève Drolet  | Canada      | 2'25"870 |
| 9    | Bernadett Heidum  | Ungheria    | 2'26"004 |
| 10   | Véronique Pierron | Francia     | 2'26"066 |
| 11   | Veronika Windisch | Austria     | 2'26"296 |

Data: Sabato 15 febbraio 2014 

Ora locale: 14:00 
 
Sito: 

Legenda:
- DNS = non partita (did not start)
- DNF = prova non completata (did not finish)
- DSQ = squalificata (disqualified)
- Pos. = posizione